# سفن الحاويات - الدرجة الذهبية
الفئة الذهبية عبارة عن سلسلة من 11 سفينة حاويات تم بنائوها لصالح Evergreen Marine . تتراوح السعة النظرية القصوى لهذه السفن من 20124 إلى 20388 وحدة مكافئة لعشرين قدمًا (TEU).  

## التاريخ
تم بناء السفن بواسطة شركة Imabari لبناء السفن في اليابان . في 30 مارس 2018 ، تم تسليم أول سفينة. كانت سعة السفينة 20,338 حاوية مكافئة.
في عام 2019 ، أعلنت شركة Evergreen أنها ستضع أجهزة غسل الغاز على العديد من سفنها من أجل تقليل الانبعاثات الملوثة.  تم بناء Ever Glory وجميع السفن الجديدة باستخدام أجهزة غسل الغاز المثبتة بالفعل. تحتل أجهزة غسل الغاز هذه مساحة كبيرة وتقل السعة الناتجة لهذه السفن بشكل طفيف إلى 20.160 حاوية مكافئة. تم تحديث السفن السابقة التي لم يكن بها أجهزة غسل الغاز عند بنائها. وقد أدى ذلك إلى تقليل قدرتها إلى 20124 حاوية مكافئة.

## الحوادث
في 9 فبراير 2019 ، اصطدمت إيفر جيفن مع العبارة Finkenwerder ، التي رست على الرصيف في نهر إلبه في ذلك الوقت. و تضررت العبارة Finkenwerder بشدة. 
في صباح يوم الثلاثاء يوم 23 مارس 2021, في الساعة 07:40 بتوقيت شرق أوروبا (+2 بالتوقيت العالمي), وأثناء طريقها إلى ميناء روتردام قادمة من ميناء تانجونج بيليباس ، كانت السفينة تمر عبر قناة السويس عندما جنحت، مما أدى إلى انحراف السفينة جانبًا وسد القناة.
في صباح يوم الاثنين يوم 29 مارس 2021, أعلن الفريق أسامة ربيع رئيس هيئة قناة السويس، اليوم الإثنين، بدء تعويم سفينة الحاويات البنمية الجانحة إيفر جيفين بنجاح بعد استجابة السفينة لمناورات الشد والقطر حيث تم تعديل مسار السفينة بشكل ملحوظ بنسبة ٨٠% وابتعاد مؤخر السفينة عن الشط بمسافة ١٠٢ متر بدلا من ٤ أمتار.
و تم استئناف المناورات مرة أخرى مع ارتفاع منسوب المياه إلى أقصى ارتفاع له في الساعة 11:30 بتوقيت شرق أوروبا (+2 بالتوقيت العالمي) ليصل إلى ٢ متر بما يسمح  بتعديل مسار السفينة بشكل كامل لتصبح بمنتصف المجرى الملاحي.

## قائمة السفن
| اسم السفينة                               | رقم الساحة                                | رقم IMO                                   | تم التوصيل                                | حالة                                      | ملاحظات                                   | المرجع.                                   |
| Imabari Shipbuilding Saijo حوض بناء السفن | Imabari Shipbuilding Saijo حوض بناء السفن | Imabari Shipbuilding Saijo حوض بناء السفن | Imabari Shipbuilding Saijo حوض بناء السفن | Imabari Shipbuilding Saijo حوض بناء السفن | Imabari Shipbuilding Saijo حوض بناء السفن | Imabari Shipbuilding Saijo حوض بناء السفن |
| ----------------------------------------- | ----------------------------------------- | ----------------------------------------- | ----------------------------------------- | ----------------------------------------- | ----------------------------------------- | ----------------------------------------- |
| ايفر جولدن                                | 8191                                      | رقم تسجيل السفينة: 9811012                | 30 مارس 2018                              | في الخدمة                                 | مزودة بأجهزة تنقية الغاز                  |                                           |
| ايفير جينس                                | 8192                                      | رقم تسجيل السفينة: 9786815                | 2 أغسطس 2018                              | في الخدمة                                 | مزودة بأجهزة تنقية الغاز                  |                                           |
| ايفر جيفتيد                               | 8182                                      | رقم تسجيل السفينة: 9786827                | 13 ديسمبر 2018                            | في الخدمة                                 | مزودة بأجهزة تنقية الغاز                  |                                           |
| ايفر جلورى                                | 8193                                      | رقم تسجيل السفينة: 9786839                | 9 مايو 2019                               | في الخدمة                                 | بنيت مع أجهزة تنقية الغاز                 |                                           |
| ايفر جلوب                                 | 8194                                      | رقم تسجيل السفينة: 9786841                | 10 سبتمبر 2019                            | في الخدمة                                 | بنيت مع أجهزة تنقية الغاز                 |                                           |
| حوض بناء السفن إماباري ماروجامي           |                                           |                                           |                                           |                                           |                                           |                                           |
| ايفر جودس                                 | 1876                                      | رقم تسجيل السفينة: 9810991                | 5 يونيو 2018                              | في الخدمة                                 | مزودة بأجهزة تنقية الغاز                  |                                           |
| ايفر جيفين                                | 1833                                      | رقم تسجيل السفينة: 9811000                | 25 سبتمبر 2018                            | في الخدمة                                 | مزودة بأجهزة تنقية الغاز                  |                                           |
| ايفر جريد                                 | 1834                                      | رقم تسجيل السفينة: 9820855                | 15 يناير 2019                             | في الخدمة                                 | مزودة بأجهزة تنقية الغاز                  |                                           |
| ايفر جنتل                                 | 1877                                      | رقم تسجيل السفينة: 9820922                | 16 مارس 2019                              | في الخدمة                                 | مزودة بأجهزة تنقية الغاز                  |                                           |
| ايفر جوفرن                                | 1878                                      | رقم تسجيل السفينة: 9832717                | 9 يوليو 2019                              | في الخدمة                                 | بنيت مع أجهزة تنقية الغاز                 |                                           |
| ايفر جريت                                 | 1835                                      | رقم تسجيل السفينة: 9832729                | 15 أكتوبر 2019                            | في الخدمة                                 | بنيت مع أجهزة تنقية الغاز                 |                                           |